# モミジイチゴ
モミジイチゴ（紅葉苺、学名: Rubus palmatus var. coptophyllus）とは、バラ科キイチゴ属に分類される植物の一種。東日本に分布。和名は、葉がモミジに似ているためこの名がある。黄色い実をつけるためキイチゴ（黄苺）の別名がある。果実は食用になる。

## 特徴
日本の本州（東北地方（青森県東通村）から中部地方まで）に分布し、日当たりのよい山野の林縁、土手、道端、雑木林、山地などにふつうに生える。
落葉広葉樹の低木で、高さは1 - 2.5メートル (m) になる。茎は直立し緑褐色で、小さいが鋭いトゲが残る、上方の枝は弓なりに伸びて、緑色や紅紫色で無毛、ほぼ垂直に出る多くのトゲがあるのが特徴である。枝は日の当たるほうが赤くなり、日陰側は緑色になり、やや光沢がある。葉は有柄で茎に互生し、掌形でカエデのように深く3 - 5裂する。
花期は春（3 - 5月）で、短枝の先に白い花が1個ずつ下向きにつき、直径20 - 30ミリメートル (mm) ほどの5弁花である。果期は初夏（5 - 7月）で、果実は集合果で直径10 - 15 mmの球形。橙黄色に熟すと甘く、食べることができる。ラズベリーの仲間で、実を引っ張ると花托が抜けて帽子のような形になる。代表的なキイチゴで、味は美味。
冬芽は長楕円形で光沢がある紅紫色。枝先には仮頂芽をつけ、側芽は互生する。側芽は芽鱗5 - 7枚に包まれる。葉痕は半円球や逆三角形で、維管束痕は3個つく。
本種は中部地方・近畿地方以西に分布する葉の長いナガバモミジイチゴ（Rubus palmatusの基本変種 var. palmatus）に対する、東日本の型である。葉の長さは3 - 7 cmで、本種モミジイチゴほど深く裂けない。

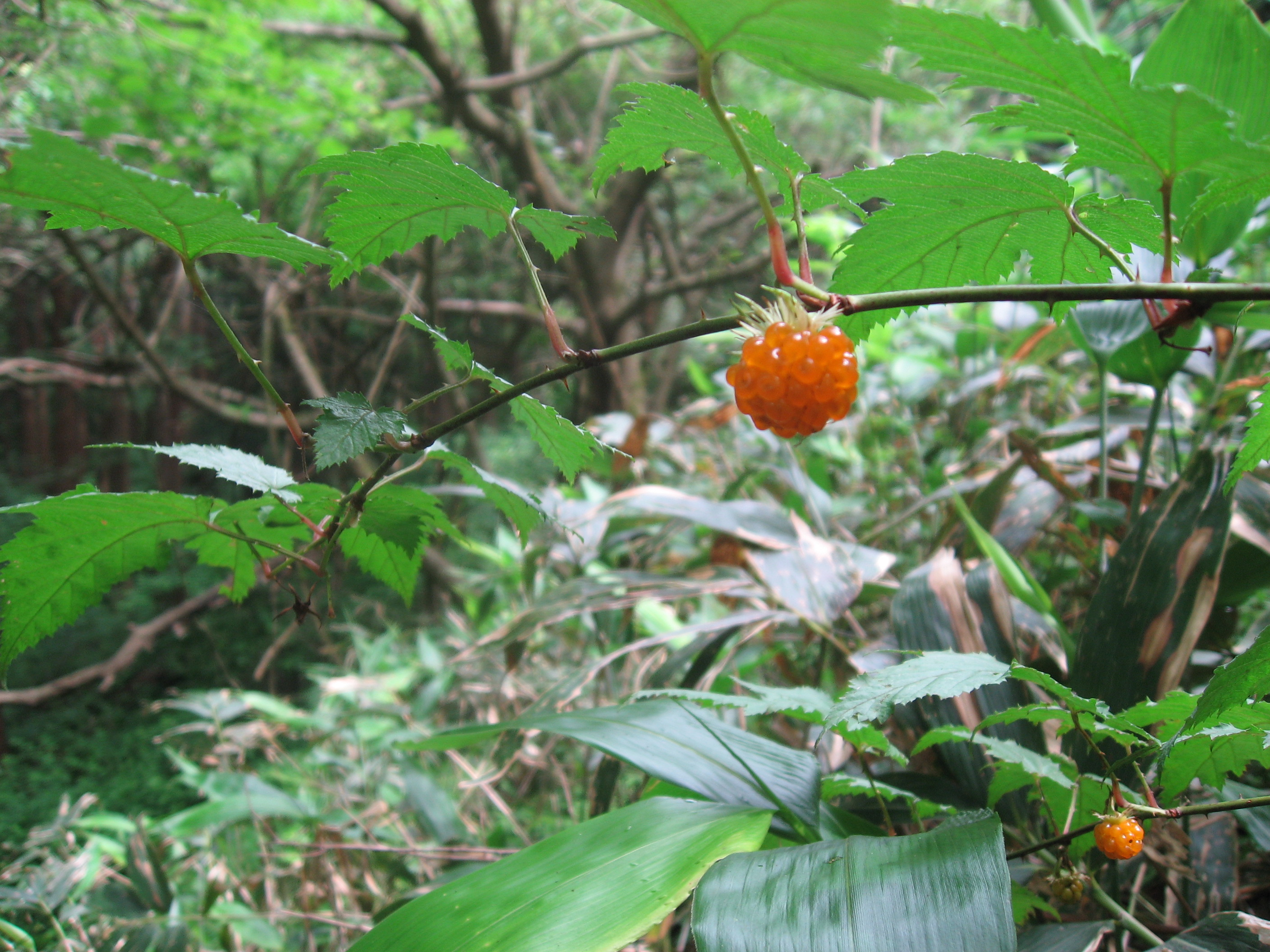
モミジイチゴの果実
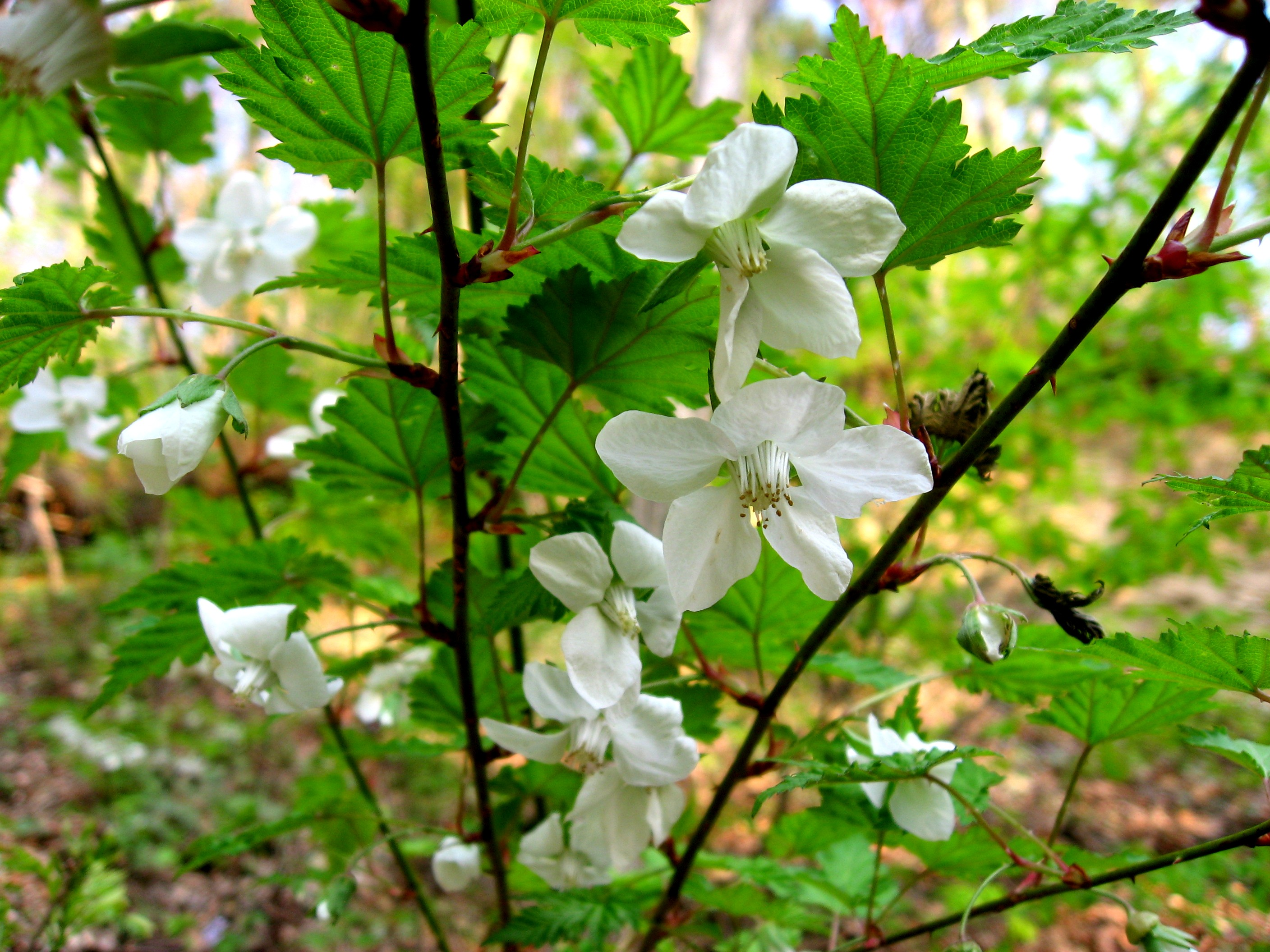
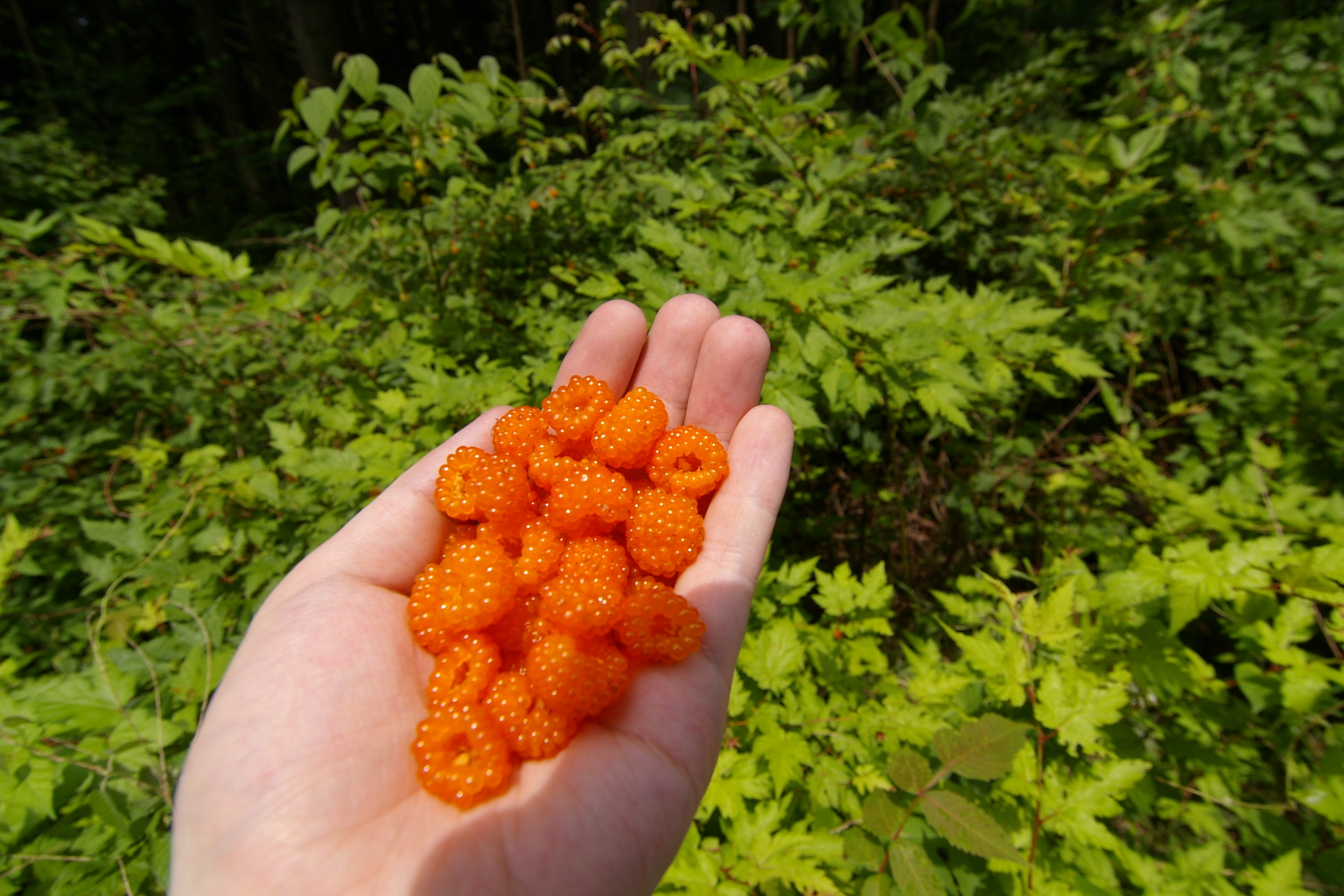
果実は食用可能。

## 食用
果実を食用とする。キイチゴ類のなかでも、本種は特に美味しいと評されている。主に生食したり果実酒にするが、多く採取できたときはジャムなどに加工できる。